# Takuya Ōnishi
Takuya Ōnishi (jap. 大西卓哉 Ōnishi Takuya; ur. 22 grudnia 1975) – japoński astronauta z naboru JAXA 5 (2009).

## Życiorys
Pochodzi z Tokio. Po ukończeniu Wydziału Inżynierii Uniwersytetu Tokijskiego w 1998, pracował w liniach lotniczych ANA (All Nippon Airways), początkowo w porcie lotniczym Tokio-Haneda w dziale obsługi pasażerów. Ukończył dwuletnie podstawowe szkolenie lotnicze w Bakersfield w Kalifornii, a następnie roczne zaawansowane szkolenie lotnicze w Tokio. Od czerwca 2003 do marca 2009 pracował jako drugi pilot samolotu Boeing 767.

## Kariera astronauty
W lutym 2009 został wybrany na kandydata na astronautę. W kwietniu tego samego roku wstąpił do agencji JAXA, a po podstawowym przeszkoleniu w JAXA rozpoczął około dwuletnie szkolenie astronautyczne w NASA. W lipcu 2011 został certyfikowanym astronautą Międzynarodowej Stacji Kosmicznej (ISS). W październiku 2011 uczestniczył w podwodnej misji NEEMO 15 (NASA Extreme Environment Mission Operations).
W listopadzie 2013 otrzymał przydział do Ekspedycji 48/49 na ISS. W kosmos wystartował 7 lipca 2016 na pokładzie statku Sojuz MS-01. Na pokładzie Sojuza oraz na stacji ISS pełnił funkcję inżyniera pokładowego. Na Ziemię powrócił 30 października 2016 tym samym statkiem. Lot trwał 115 dni 2 godziny i 21 minut.
Stowarzyszenie Uczestników Lotów Kosmicznych (Association of Space Explorers) przyznało mu Universal Astronaut Insignia za lot orbitalny (nr 545).